# Serinus
Serinus (guliriskslægten) er en slægt af spurvefugle, der omfatter otte arter, hvoraf de fleste findes i Afrika. I Danmark yngler gulirisken vildt, mens kanariefuglen holdes almindeligt som kæledyr.
Arterne i slægten Serinus har et kort, tykt næb med bøjet næbryg. Vingerne er spidse og dannes af håndsvingfjerene nummer to til fire, der er lige lange. Den første håndsvingfjer er ikke udviklet. Halen er kløftet. Serinus kommer af det latinske cerinus, der betyder voksgul.

## Arter
Nogle af arterne i slægten Serinus:
- Gulirisk, S. serinus
- Kanariefugl, S. canaria
- Syrisk gulirisk, S. syriacus
- Gulkronet sisken, S. flavivertex